# (321577) Keanureeves
(321577) Keanureeves ist ein Asteroid des inneren Hauptgürtels, der am 14. Oktober 2009 von T. V. Kryachko in Zelenchukskaya (IAU-Code 114) entdeckt wurde. Er wurde am 2. September 2021 nach dem Schauspieler Keanu Reeves benannt.